# Ephesia griseata
Ephesia griseata là một loài bướm đêm trong họ Noctuidae.